# 가사이린카이코엔역
가사이 임해공원역(일본어: 葛西臨海公園駅, かさいりんかいこうえんえき 카사이린카이코오엥에키[*])은 일본 도쿄도 에도가와구에 있는 철도역이다.

## 타는 곳
| 1 | ■ 게이요선                                       | 가이힌 마쿠하리・소가 방면                            |
| 1 | ■ 무사시노선으로 직결 운행 (주말・휴일에만 해당) | 니시후나바시・신마쓰도・무사시우라와・후추혼마치 방면 |
| 2 | ■게이요선                                        | 신키바・도쿄 방면                                     |

## 역세권 정보
- 가사이 임해공원
- 수도고속도로 완간 선 가사이 나들목
- 국도 제357호선
- 도쿄 도도 제318호선
- 도쿄만

## 역사
- 1988년 12월 1일: 영업 개시.

## 인접역
| 동일본 여객철도 ■ 게이요선 | 동일본 여객철도 ■ 게이요선 | 동일본 여객철도 ■ 게이요선 |
| -------------------------- | -------------------------- | -------------------------- |
| 신키바 도쿄 방면           | 각역정차                   | 마이하마 소가 방면         |